# جسر لويس-فيليب
جسر لويس فيليب (Pont Louis-Philippe بالفرنسية) هو جسر يقطع نهر السين في باريس. يقع في الدائرة الرابعة، ويربط بين رصيف بوربون على جزيرة سانت لويس وحي سان جيرفيه على الضفة اليمنى.

## تاريخ
في 29 يوليو 1833، واحتفالاً باعتلاء العرش بعد "الأيام الثلاثة المجيدة لثورة يوليو (Trois Glorieuses)"، وضع لويس فيليب الحجر الأول لجسر معلق لم يتم تسميته بعد، ويقع على امتداد شارع بونت لويس فيليب. وتم بناؤه على يد مارك سيجوين وإخوته، حيث عبر نهر السين إلى جزيرة سانت لويس. وتم افتتاحه أمام حركة المرور بعد عام واحد، في 26 يوليو 1834. بعد الثورة الفرنسية عام 1848 (التي أحرق خلالها الجسر ومحطات الرسوم الخاصة به)، تم ترميمه وإعادة تسميته بـ "جسر الإصلاح أو (Pont de la Réforme) بالفرنسية"، وهو الإسم الذي احتفظ به حتى عام 1852.

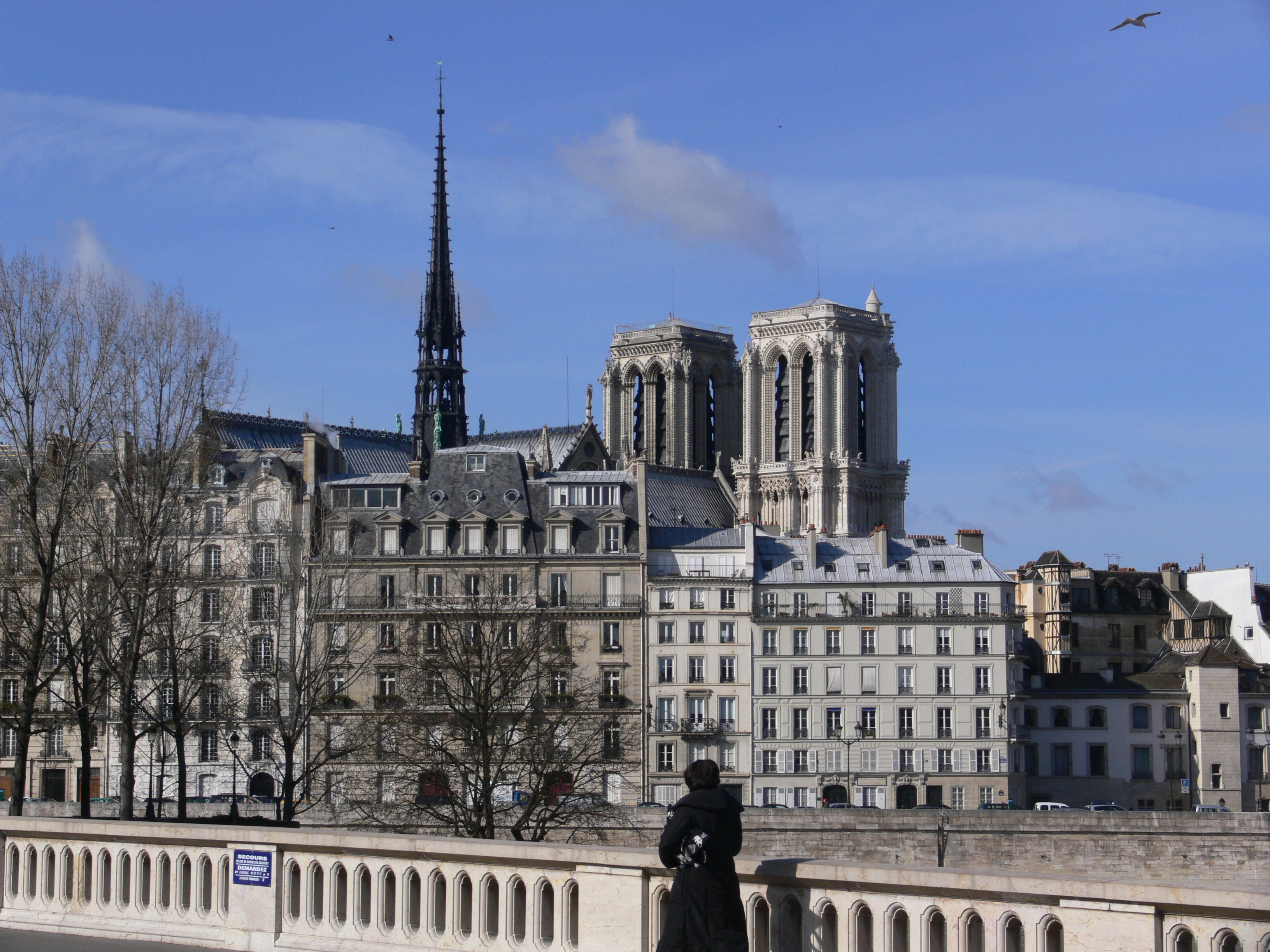
منظر لكاتدرائية نوتردام من جسر لويس فيليب

وفي ظل زيادة حركة المرور (لم يتم ترميم محطات الرسوم بعد)، تم هدمه ليحل محله الهيكل الحالي الذي بني في عام 1860. تم بناء هذا الهيكل الجديد وهو عبارة عن جسر مقوس، من قبل المهندسين إدموند جول فيلين روماني وجول سافارين، في الفترة ما بين أغسطس 1860 وأبريل 1862، على مسافة أبعد قليلاً من الذي سبقه. وتم افتتاحه كجسر لويس فيليب في أبريل 1862، حيث تم تزيين الحواف البارزة فوق الأرصفة التي يبلغ عرضها أربعة أمتار في نهر السين بأكاليل الغار الحجرية المحيطة بالوريدات المعدنية.
كان التعديل الوحيد منذ ذلك الحين (على عكس جسر بونت دي بيرسي أو (Pont de Bercy) بالفرنسية، المعاصر الذي خضع لتعديلات كثيرة) هو استبدال الحواجز الحجرية (التي تضررت بشدة بسبب التلوث) بأخرى مشابهة في عام 1995.

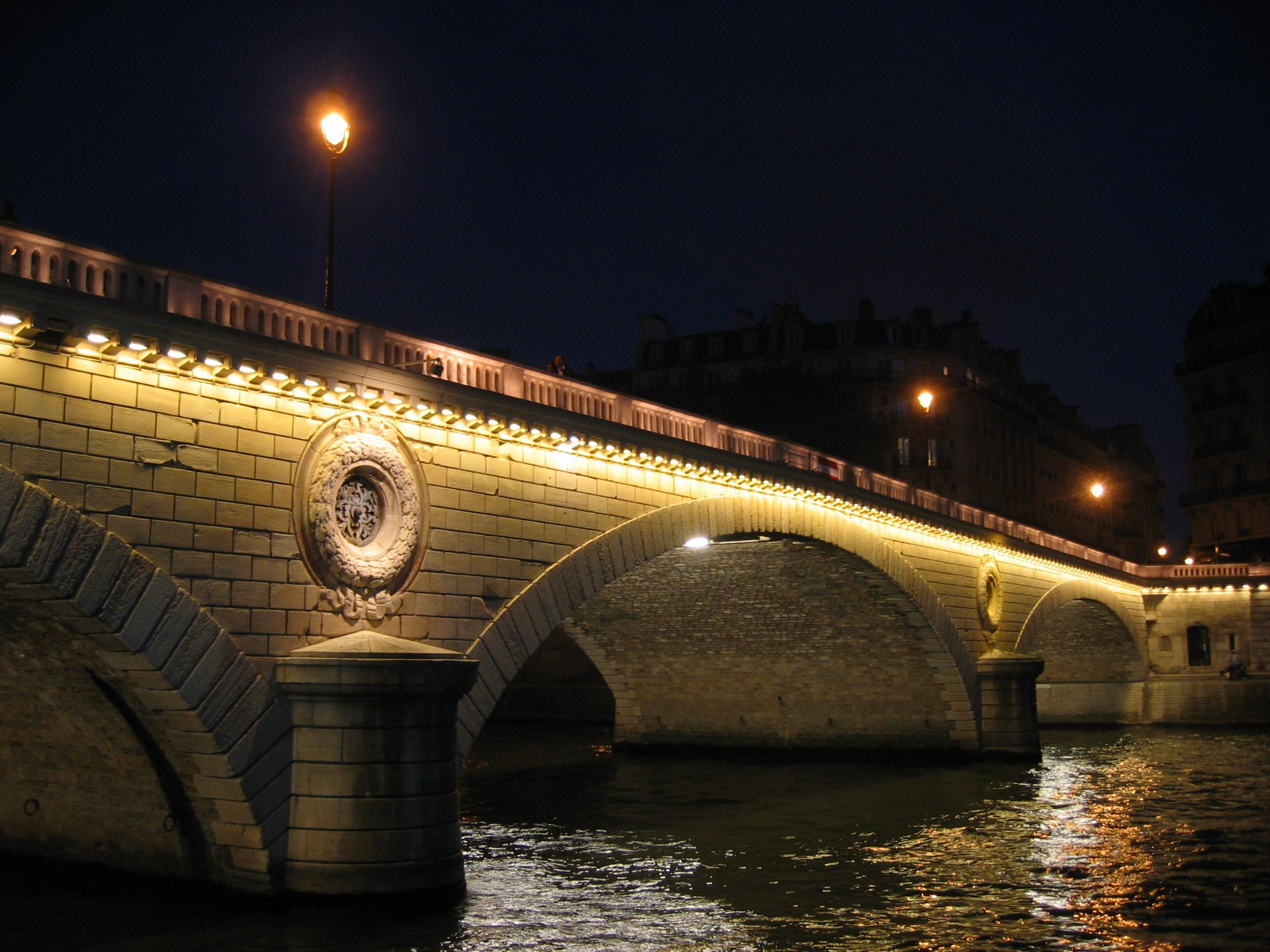
صورة للجسر في الليل